# Conimitella
Conimitella là một chi thực vật có hoa trong họ Saxifragaceae.